# Konventionen for bevaring af marine levende ressourcer i Antarktis
Konventionen for bevaring af marine levende ressourcer i Antarktis ("Krillkonventionen", engelsk: Convention for the Conservation of Antarctic Marine Living Resources, forkortet CCAMLR) er en konvention, som trådte ikraft i 1982 og er en del af Antarktis-traktaten. Konventionen forvaltes af Kommissionen for bevaring af marine levende ressourcer i Antarktis.
"Bevaring" er i konventionen defineret således, at det omfatter rationel udnyttelse af ressourcerne. Udover fiskeriet efter krill foregår der fiskeri efter antarktisk tandfisk, patagonisk tandfisk og makrellisfisk i området. Kommissionen vedtager årligt retningslinjer for totalkvoter for de forskellige arter i konventionsområdet, som udgør det meste af Sydishavet. Totalkvoterne bliver ikke delt mellem de enkelte medlemmer, og fiskeriet standser, når totalkvoterne er brugt op.